# Sapna (rijeka)
Sapna je rijeka u Bosni i Hercegovini koja nastaje ulivanjem Rožanjke u Munjaču (ispod naseljenog mjesta Žuje). Lijeva je pritoka Drine.